# Juana Morto
Juana Morto, Juwana Morto – miejscowość (plaats) i strefa (zone) w regionie Sint Nicolaas-Noord w południowo-wschodniej części kraju autonomicznego Aruba, należącego do Holandii, w Ameryce Południowej. 1 stycznia 2020 r. liczyła 1331 mieszkańców. Ośrodek przemysłowy.

## Podział administracyjny
W skład strefy wchodzi jedna miejscowość:
- Juana Morto

## Demografia
Strefa liczy 1331 mieszkańców (1 stycznia 2020).
| Kobiety | Mężczyźni |
| ------- | --------- |
| 721     | 610       |